# Ministerstwo Przemysłu Spożywczego
Ministerstwo Przemysłu Spożywczego – polskie ministerstwo istniejące w latach 1956–1957, powołane z zadaniem działania w obszarze sektora spożywczego i środków odżywczych. Minister był członkiem Rady Ministrów.

## Ustanowienie urzędu
Na podstawie dekretu z 1956 r. o utworzeniu urzędu Ministra Przemysłu Spożywczego powołano nowy urząd w miejsce urzędu Ministra Przemysłu Rolnego i Spożywczego oraz urzędu Ministra Przemysłu Mięsnego i Mleczarskiego.

## Ministrowie
- Mieczysław Hoffman (1956–1957)
- Feliks Pisula (1957)

## Zakres działania urzędu
Rozporządzeniem z 1956 r. Rada Ministrów ustaliła zakres działania Ministra Przemysłu Spożywczego, które objęły sprawy wszystkich przemysłów dotychczas należących do właściwości Ministra Przemysłu Rolnego i Spożywczego oraz Ministra Przemysłu Mięsnego i Mleczarskiego, w tym:
- przemysłu cukrowniczego;
- przemysłu piwowarsko-słodowniczego;
- przemysłu tłuszczowego;
- przemysłu kawowego i środków odżywczych;
- przemysłu ziemniaczanego;
- przemysłu spirytusowego;
- przemysłu tytoniowego;
- przemysłu zielarskiego;
- przemysłu kosmetycznego;
- przemysłu owocowo-warzywnego;
- przemysłu mięsnego;
- przemysłu mleczarskiego;
- przemysłu jajczarsko-drobiarskiego;
- przemysłu chłodniczego;
- przetwórstwa odpadów zwierzęcych i roślinnych;
- produkcja maszyn i mechanizacji;
- sprawy remontowo-montażowe przemysłu spożywczego;
- sprawy badań naukowych i szkolenia zawodowego w zakresie przemysłu rolno-spożywczego.

## Zniesienie urzędu
Na podstawie ustawa z 1957 r. o zmianach w organizacji i zakresie działania naczelnych organów administracji państwowej w niektórych gałęziach przemysłu, budownictwa i komunikacji zniesiono urząd Ministra Przemysłu Spożywczego który połączono z urzędem Ministra Skupu i ustanowiony nowy urząd Ministra Przemysłu Spożywczego i Skupu.